# Suzanne Tara
Suzanne Tara ist eine US-amerikanische Schauspielerin. Sie wirkte Ende der 1980er Jahre in B-Movies und in den 1990er Jahren in einzelnen Episoden US-amerikanischer Fernsehserien mit.

## Leben
Tara spielte 1987 in den Low-Budget-Actionfilmen Danger Zone – Zone des Todes und Tödliche Beute in tragenden Nebenrollen mit. 1989 spielte sie in einer Episode der US-Mini-Fernsehserie Good Morning, Miss Bliss (kurzlebiger Vorgänger von California High School) und in einer Episode der Fernsehserie Freddy's Nightmares: A Nightmare on Elm Street – Die Serie mit. Es folgten weitere Episodenrollen in verschiedenen Fernsehserien. Zuletzt trat sie 1995 in Erscheinung.

## Filmografie
- 1987: Danger Zone – Zone des Todes (The Danger Zone)
- 1987: Tödliche Beute (Deadly Prey)
- 1989: Good Morning, Miss Bliss (Mini-Fernsehserie, Episode 1x11)
- 1989: Freddy's Nightmares: A Nightmare on Elm Street – Die Serie (Freddy's Nightmares) (Fernsehserie, Episode 2x10)
- 1990: General Hospital (Fernsehserie)
- 1990: Ferris Bueller (Fernsehserie, Pilotfolge)
- 1991: Doogie Howser, M.D. (Fernsehserie, 2 Episoden)
- 1994: Dream On (Fernsehserie, Episode 4x16)
- 1994: Models Inc. (Fernsehserie, Episode 1x09)
- 1995: Beverly Hills, 90210 (Fernsehserie, Episode 6x07)